# Юрич (приток Нердвы)
Юрич — река в России, протекает в Карагайском районе Пермского края. Устье реки находится в 42 км по левому берегу реки Нердва. Длина реки составляет 12 км.
Исток реки на Верхнекамской возвышенности в лесу в 10 км к северо-востоку от села Нердва. Генеральное направление течения — юг. Река протекает село Юрич и деревни Лысехино, Сиякино, Сивково, Филина, Подюково. Впадает в Нердву ниже села Юрич.

## Данные водного реестра
По данным государственного водного реестра России относится к Камскому бассейновому округу, водохозяйственный участок реки — Кама от города Березники до Камского гидроузла, без реки Косьва (от истока до Широковского гидроузла), Чусовая и Сылва, речной подбассейн реки — бассейны притоков Камы до впадения Белой. Речной бассейн реки — Кама.
По данным геоинформационной системы водохозяйственного районирования территории РФ, подготовленной Федеральным агентством водных ресурсов:
- Код водного объекта в государственном водном реестре — 10010100912111100009776
- Код по гидрологической изученности (ГИ) — 111100977
- Код бассейна — 10.01.01.009
- Номер тома по ГИ — 11
- Выпуск по ГИ — 1